# Jemima Kirke
Jemima Jo Kirke (Londra, 26 aprile 1985) è una pittrice, attrice e regista britannica con cittadinanza statunitense.

## Biografia
Jemima Kirke nasce il 26 aprile 1985 a Londra dall'inglese-scozzese Simon Kirke, ex batterista delle rock band Bad Company e Free, e da Lorraine Dellal, proprietaria della boutique vintage Geminola, che ha fornito numerosi abiti per la serie televisiva Sex and the City e l'abito da sposa del personaggio interpretato da Jemima nella serie televisiva Girls nell'episodio finale della prima stagione; all'inizio della sua carriera ha pubblicizzato insieme alle sue sorelle (Lola, anch'essa attrice, e Domino, cantante) alcuni abiti della boutique sulla rivista Teen Vogue.
Jemima è cugina del curatore d'arte Alexander Dellal, della designer di scarpe Charlotte Olympia Dellal della modella Alice Dellal. Suo nonno materno era Jack Dellal, uomo d'affari britannico di ascendenza iracheno-ebraica, mentre la nonna materna era di Israele.

## Vita privata
Jemima è molto amica della collega Lena Dunham, incontrata alla Saint Ann's School di New York, con cui ha lavorato in Tiny Furniture e Girls. Ha studiato arte, ricevendo il Bachelor of Fine Arts in pittura dalla Rhode Island School of Design. Alla fine del 2011 ha tenuto una mostra dal titolo Una breve storia attraverso la Skylight Projects. Nel 2017-2018 ha tenuto un'altra mostra chiamata Sargeant's Daughters alla Lower East Side Gallery, dove ha mostrato ritratti di donne, alcuni a collo alto e altri a figura intera, nei loro abiti da sposa.
È stata sposata dal 2009 al 2017 con Michael Mosberg, dal quale ha avuto due figli. Dal 2017 al 2023 ha frequentato il musicista australiano Alex Cameron.

## Filmografia

### Attrice

#### Cinema
- Tiny Furniture, regia di Lena Dunham (2010)
- Ava's Possession, regia di Jordan Galland (2015)
- The Little Hours, regia di Jeff Baena (2017)
- Wild Honey Pie, regia di Jamie Adams (2018)
- Untogether, regia di Emma Forrest (2018)
- All These Small Moments, regia di Melissa B. Miller (2018)
- Sylvie's Love, regia di Eugene Ashe (2020)

#### Televisione
- Girls - serie TV, 53 episodi (2012-2017)
- Maniac - miniserie TV (2018)
- Sex Education - serie TV (2021)
- Conversations with Friends - serie TV, 12 episodi (2022)

#### Cortometraggi
- Smile for the Camera, regia di Jordan Galland (2005)

#### Videoclip
- Wring It Out, Rival Schools (2011)
- Gotta Get a Grip, Mick Jagger (2017)
- Stranger's Kiss, Alex Cameron (2017)
- Dusk Till Dawn, Zayn e Sia (2017)
- Studmuffin96, Alex Cameron (2018)

### Regista

#### Videoclip
- Stranger's kiss, Alex Cameron feat. Angel Olsen (2017)
- Studmuffin96, Alex Cameron (2018)

### Doppiatrice
- Axe Cop - serie TV, 1 episodio (2015)
- I Simpson - serie TV, episodio 27x1 (2015)

## Doppiatrici italiane
- Eva Padoan in Girls, Sex Education, High Maintenance, Conversations with Friends, City on Fire
- Perla Liberatori in Maniac
- Federica De Bortoli in Untogether
- Francesca Manicone in Sylvie's Love